# Cas Grandi
Cas Grandi – osada (buurt) w dzielnicy Rooi Santu, miasta Willemstad, w dystrykcie Willemstad, w kraju autonomicznym Curaçao, należącym do Holandii, w Ameryce Południowej. 20 października 2023 r. liczyła 782 mieszkańców. 